# Иосиф Кара
Иосиф бен-Симон Кара (ок. 1065—1135) — французский библейский экзегет рационалистического направления (буквальное толкование библейского текста)

## Биография
Сын Симеона Кара, племянник Менахема бар-Хельбо. Жил между 1060 и 1140 г. в городе Труа, где вращался в кружке знаменитого комментатора Библии и Талмуда Раши. Кара принадлежит к французской школе еврейских экзегетов рационалистического направления. Находясь во многом в зависимости от Раши, Кара, однако, по методу отличается коренным образом от него и в этом отношении стоит близко к библейским экзегетам Менахему бар-Хелбо и Рашбаму. Подобно последним, Кара считает ненужным включить мидрашитские гомилии в экзегезу Библии. Они признают только буквальное толкование (пшат) библейского текста.
Однако его комментарии не стали общенародным достоянием, как комментарий Раши. Их сухость, крайняя трезвость были причиной забвения, и лишь в XIX веке они стали предметом внимательного изучения, как любопытные зачатки библейской критики (ср., например, его оригинальное мнение о датировке книги Самуила в его комментарии к I Сам., 9, 9).

## Труды
- «Комментарий к Второзаконию» (I—IV изд. А. Берлинером в «פליטת סופרים», 1872; оспаривается многими)[2];
- комментарий к Пророкам:
  - извлечения из них изданы Вольфом в «השחר», II—IV;
  - извлечения из Исаии и Иезекиила изданы Литманом в «Josef ben Simeon Kara», 1887;
  - к Иеремии издано отдельно Шлосбергом (Commentaire sur Jerémie, 1881).
  - Комментарии к Пророкам опубликованы в люблинском издании «מקראות גדולות», 1897—1899;
- комментарии к Притчам (ср. его комментарий к Когелету, 7, 12);
- комментарий к Иову (изд. в Monatsschrift, 1856—1858);
- комментарий к Песням Песней, изд. Гюбшем в пражском издании חמש מגלות, 1866;
- комментарий к книге Руфи (издан Гюбшем l. с. и А. Еллинеком (Commentarien zu Esther und Ruth, Leipzig, 1855);
- комментарий к Плачу Иеремии, издан в Неаполе в 1486 г., Гюбшем l. c., А. Еллинеком. l. с., К. Ашкенази в «דנרי חכמים», 1849, 17 и сл. и С. Бубером в двух различных версиях в «Kaufman Gedenkbuch», p. 8 sqq. и отдельно;
- комментарий к Когелету (издан Гюбшем, l. с. и Эпштейном, в Magazin Берлинерa, 1886);
- комментарий к книге Эсфири (изд. Гюбшем, l. с. Еллинеком l. с. и Берлинером (Magazin, 1878);
- комментарий к Пятикнижию. Последний является собственно комментарием Раши, переписанный и обработанный Кара; впоследствии многочисленные глоссы Кара вошли в состав текста Раши; они были собраны А. Гейгером в «Parsehandatha», p. 21 и A. Берлинером в «Pietat Soferim», 12;
- комментарий к книгам Хроник (ср. Псевдо-Раши к II Хр., 3, 15, 59, 25, 94).[2]

Кара, по-видимому, составил комментарий к Эзре и Нехемии; комментарии же Кара к названным книгам, хранящиеся в MSS. Saraval, № 27, не аутентичны.
А. Эпштейн приписывает Кара глоссы к комментарию Псевдо-Раши на «Берешит Рабба» и комментарий к «Махзору».
Комментарий Кара к кн. Самуила, Иезекиила и Малым Пророкам (изд. С. Эппенштейном в Festschrift Берлинерa и отд.) принадлежит, по-видимому, ученику Кара.